# Michel Van Maele
Michel Van Maele (Sint-Michiels, 2 oktober 1921 - Brugge, 26 februari 2003) was burgemeester van Sint-Michiels (1947-1970) en van Brugge (1972-1977), ondernemer en voorzitter van de voetbalvereniging Club Brugge (1999-2003).

## Loopbaan
Van Maele was een van de zonen van landbouwer en molenaar Jules Van Maele, die tijdens de Tweede Wereldoorlog veel hulp aan zijn dorpsgenoten had geboden en hierdoor populair was, hetgeen afstraalde op zijn kinderen. Na zijn middelbare studies bij de Broeders Xaverianen studeerde Michel Van Maele in Antwerpen voor regent. Het onderwijs was evenwel niet zijn richting en hij zag zich meer als handelaar en ondernemer. Hij huwde met Suzanne Lootens (1925-1998).
Zijn eerste betrekking was bij volksbakkerij Ons Brood, waar hij de vertrouwensman werd van kanunnik Achiel Logghe en van de grijze eminentie van de CVP in Brugge, notaris Henry Van Caillie. Toen de beste tijd voor de coöperatieve bakkerijen voorbij was, nam Michel Van Maele enkele gelijkaardige bakkerijen over en concentreerde alles in een eigen bedrijf dat hij 'Paverko' noemde. Hij zou in de loop van de jaren heel wat bedrijven oprichten, onder meer Punch, dat cakes produceerde; Topel, dat reinigingsproducten verkocht; en Z, dat zetels maakte.
Hij begon ook, met vennoot Maurice Ballegeer, aan het urbaniseren en verkavelen van vroegere landbouwgronden die in de bouwzone waren gekomen. Zoals veel burgemeesters, vooral van gemeenten in de periferie van grote steden, werd hij geconfronteerd met grootgrondbezitters die zelf niet zo goed weg wisten met hun eigendom op de gemeente, en hij bood dan ook de diensten van zijn vennoot aan. In die tijd, toen burgemeesters trouwens maar een symbolische wedde genoten, werd dergelijke samenwerking niet ongewoon bevonden. Daarbij kwam dat, als het om een burgemeester ging, hij ook graag als weldoener optrad, en de verkoopprijzen niet opdreef. Zo werd een landelijke kleine gemeente op één generatie een drukbevolkte voorstad.

## Burgemeester van Sint-Michiels
Zoals zovelen bewogen door de koningskwestie, stichtte Michel Van Maele in 1946 een afdeling van de CVP. Bij de gemeenteraadsverkiezingen behaalde hij veel succes en stond hij aan het hoofd van een volstrekte meerderheid in de gemeenteraad. Pas 25 geworden, werd hij de jongste burgemeester van het land.
Hij had grote ambities voor zijn gemeente, die hij niet alleen als residentiële 'slaapstad' wilde ontwikkelen.
Een eerste richting die hij insloeg was die van de industrialisering. Hij legde een industriezone aan, waar als voornaamste bedrijf het Amerikaanse Bus and Car zich kwam vestigen om er bussen voor de Greyhoundlines in de Verenigde Staten te maken. Later kwam zich ook het werktuigkundig bedrijf MC Watteeuw in Sint-Michiels vestigen.
De tweede richting was die van de sociale huisvesting. Van Maele lag aan de basis, met Jozef Zwaenepoel, van de Interbrugse Maatschappij voor sociale huisvesting, die talrijke gemeenten rond Brugge groepeerde en een van de belangrijkste Belgische maatschappijen voor sociale huisvesting werd. Heel wat sociale woonwijken kwamen onder meer in Sint-Michiels tot stand, en behaalden een kwaliteit die algemeen werd erkend. Michel Van Maele bleef de voorzitter van de maatschappij, terwijl hij ook medeoprichter was van de kredietmaatschappij Eigen Huis.
Het derde belangrijk initiatief was de oprichting van het familiepark dat de naam "Boudewijnpark" kreeg. Het werd een succesverhaal, met grote toeloop van belangstellenden uit binnen- en buitenland. Weldra breidde het park uit met een ponyranch, met lokalen voor de Schuttersgilde van Sint-Michiels, met een overdekte piste voor schaatsen, met een dolfinarium en met de befaamde Heirmanklok.
Ten slotte was er in 1952 ook nog de oprichting van een overdekte veemarkt in de wijk Vogelzang, die de rechtstreekse concurrentie aanging met de veemarkt van de stad Brugge en die de oorzaak was van scherpe tegenstellingen tussen Michel Van Maele en zijn medestanders enerzijds en het schepencollege van Brugge en meer bepaald Pierre Vandamme anderzijds.

## Burgemeester van Brugge
In 1969 begonnen de discussies over de fusie van Brugge met sommige aanpalende gemeenten. De stad Brugge wenste, met het oog op uitbreiding van de haven van Zeebrugge, de gemeenten Heist, Dudzele en Lissewege bij Brugge gevoegd te zien. Het resultaat dat uit politieke discussies in Brugge en in Brussel tot stand kwam was heel anders. Die twee laatste gemeenten werden inderdaad bij Brugge gevoegd (Heist niet), maar ook de randgemeenten Assebroek, Sint-Andries, Sint-Kruis, Sint-Michiels en Koolkerke werden bij de fusie betrokken. Michel Van Maele was helemaal niet voor die fusie gewonnen, en liet zich bijstaan door de Gemeentedienst van België, teneinde argumenten te verzamelen die een dergelijke fusie bestreden. Hij haalde het evenwel niet en in de loop van 1970 was de fusie een feit.
Het gevolg was dat binnen de CVP gewerkt werd aan een lijst voor de gemeenteverkiezingen, waarop voor- en tegenstanders van de fusie, verenigd de best mogelijke electorale uitslag zouden nastreven. De burgemeester van Brugge Pierre Vandamme voerde de lijst aan, gevolgd door Michel Van Maele. Naast nieuwkomers en jongeren, stonden op de lijst heel wat uittredende burgemeesters, schepenen en raadsleden, die elk in hun gemeente op sterke aanhang mochten rekenen.
Het resultaat was er dan ook naar en de CVP behaalde bij de verkiezingen van oktober 1970 54% van de stemmen en hierdoor een comfortabele meerderheid. Pierre Vandamme werd opnieuw burgemeester en Michel Van Maele werd eerste schepen en voor de hand liggende toekomstige opvolger. De verstandhouding tussen beide heren, ook al vanwege de vroegere concurrentie tussen Brugge en Sint-Michiels, was niet opperbest. Pierre Vandamme had het moeilijk om die omvangrijke fusie met zijn vele problemen in goede banen te leiden en tegen het einde van 1971 besliste hij ontslag te nemen. Enkele maanden later volgde Michel Van Maele hem op.
Een eerste grote realisatie van Michel Van Maele was de zuivering van het water in de Brugse reien. Deze reien waren al decennia stinkpoelen. Van Maele, bijgestaan door een paar pientere ingenieurs, voerde een meervoudig plan uit: de reien werden gebaggerd en ontdaan van vervuild slib, terwijl zuiver zand op de bodem werd gelegd - de rioleringen van de binnenstad werden heraangelegd, zodat ze niet meer in de reien uitmondden - de reien werden afgesloten voor het vervuilde water dat vanuit het noorden van Frankrijk en andere industriegebieden, tot in de Brugse reien terechtkwam - vers grondwater werd via een pijpleiding vanuit een vijver in Sint-Michiels naar de reien gepompt. Het resultaat was opzienbarend.
Michel Van Maele was een onderhandelaar bij aankopen. Hij slaagde erin talrijke gunstige aankopen te realiseren voor de stad Brugge. In volle stadscentrum kocht hij onder meer het vroegere Sint-Lodewijkscollege aan, waar het Zilverpand werd gebouwd (ondergrondse parkings, winkelgalerij, sociale appartementen) en het grootwarenhuis A l'Innovation, dat plaats ruimde voor de centrale stadsbibliotheek Biekorf en een ondergrondse parking. Naast andere parkings, ontwierp hij voornamelijk de grote ondergrondse parking onder 't Zand, die voor de commerciële bereikbaarheid van de binnenstad primordiaal was. Zijn ontwerp om de Reie op ditzelfde Zand terug open te maken, werd door zijn opvolger niet uitgevoerd. Hij kocht ook het Minnewaterpark aan evenals het Sincfaldomein, beiden aan de rand van de binnenstad.
In de deelgemeenten kocht Van Maele uitgebreide groenzones, die hetzij als bosgebied, hetzij als sport- en ontspanningscentra door de stad werden beheerd. De voornaamste aankoop was het domein Beisbroek in Sint-Andries. Verder zijn nog te vermelden het Veltembos, Kinderboerderij De Zeven Torentjes, het Daverlopark, het sportcentum in Dudzele enz.
Michel Van Maele was een groot voetballiefhebber en hij was zich bewust van de uitstraling die twee ploegen in nationale divisie, Club Brugge en Cercle Brugge, aan de stad Brugge bezorgden. De toekomst zag er eerder somber uit, vooral voor Club Brugge, dat financieel in de nesten zat. Van Maele vond een uitweg: de stad Brugge bouwde het Olympiastadion (thans Jan Breydelstadion) waar beide ploegen konden spelen, terwijl ze hun vroegere eigendom konden urbaniseren en verkopen, wat in de daaropvolgende jaren gebeurde.
Toen de verkiezingen van oktober 1976 in het zicht kwamen, groeide de weerstand tegen Michel Van Maele. Een lijst die zich 'christen democraten' noemde, deed aan de verkiezingen mee. Het resultaat was dat de CVP slechts 43% van de stemmen behield. Een coalitie van alle andere partijen, onder leiding van Frank Van Acker, zond de CVP naar de oppositie. Michel Van Maele nam ontslag als gemeenteraadslid.

## Actieve nadagen
Niet meer politiek actief, bleef Michel Van Maele actief in zijn persoonlijke ondernemingen en in het Boudewijnpark.
Vooral stortte hij zich op het voetballeven, werd hij afgevaardigde bestuurder van Club Brugge en in 1999 ook voorzitter. Hij bleef voorzitter van de club tot aan zijn dood.
Op het einde van de jaren tachtig kwam daar nog een activiteit in Brugge bij. Michel Van Maele plaatste zich aan het hoofd van een groep die de negentiende-eeuwse gebouwen van het voormalige Sint-Janshospitaal in erfpacht nam en liet ze restaureren. Het 'Oud Sint-Jan' werd een ontmoetings- en congrescentrum, aangevuld met enkele horecazaken en winkels.
Op 17 maart 1998 werd Van Maele weduwnaar toen zijn echtgenote op 72-jarige leeftijd overleed. Hijzelf overleed op 27 februari 2003 in het AZ Sint-Lucas te Assebroek. Op 8 maart vond de uitvaartplechtigheid plaats in de parochiekerk van Sint-Michiels, waarna hij bij zijn echtgenote werd bijgezet op het plaatselijke kerkhof.